# ジョシデカ!-女子刑事-
『ジョシデカ!-女子刑事-』は、2007年10月18日から12月20日まで毎週木曜日 22:00 - 22:54に、TBS系「木10ドラマ」枠で放送された日本の刑事ドラマ。主演は仲間由紀恵と泉ピン子。

## 概要
射撃の腕はピカイチの新人刑事と検挙率No.1のベテラン刑事の女性コンビが様々な事件を解決する刑事ドラマ。仲間由紀恵が警察官役を務めるのはフジテレビ系ドラマ『顔』以来となる。
本作は連続殺人事件がメインであるが、事件の捜査中に他の事件が起こるなど、基本的に2週1話方式を取っている。
BS-TBSで2021年1月12日 - 1月25日に再放送された。

## 登場人物

### 主要人物
畑山 来実
演 - 仲間由紀恵
日暮署に配属された新米女刑事。警察学校時代は学校始まって以来劣等生と呼ばれていたこともあり基本的にドジ。捕獲術とも相性が悪いが、射撃の腕だけはずば抜けて高く、警察学校時代に全ての射撃大会で優勝した実績がある。天然かつすぐ感情が顔に出るタイプで、単純明快で分かりやすい。華子を通じて出会ったジウォンと次第に心を通わせていく。視力は7.0。
正義感が強く、ヘコむようなことがあっても大抵は前向きに乗り切る。結果的に事態を収束させるものの当初は危機回避のためとはいえ市街地でも銃を使うという行動を問題視されてきた。
桜 華子
演 - 泉ピン子
日暮署のベテラン女刑事。署内検挙率No.1柔道二段。そのしつこく地道な捜査方法から、「ねばりの華子」の異名をもつ。とてつもなく人使いが荒くイヤミな性格であり、自分の相棒になった部下を幾度か泣かせ辞職に追い込んでいる。そのため誰も華子と組みたがらない。また目的のためにグレーな手段を用いる清濁併せ呑むシビアさを持つ。
今まで自分の下についた部下とは異なり、破天荒な来実の言動に振り回されがち。そのため来実をうっとうしげに扱っているが、回を重ねるに連れ人柄、実力を認めつつある。またジウォンが絡むと私情が絡み熱くなりすぎる一面もあり、ジウォンと親密になる来実には釘を刺すこともある。
パク・ジウォン
演 - リュ・シウォン
華子の義理の息子のような存在。カメラマン。料理が得意で、日暮署刑事たちによく差し入れを持ってきている。
母は小さい頃に亡くしているが、父・チョンスと華子が過去に恋人同士だったため、華子を「お母さん」と呼び、実の母親のように慕っている。その父も自殺してしまい、しばらくして華子を頼りに来日した。

### 日暮署刑事課
青山 光一郎
演 - 益岡徹
日暮署刑事課課長。華子の後輩。新米の頃はよく指導され、またその有能な仕事っぷりに憧れを抱いていた。そのため華子にラブレターで告白した経歴あり。地位が華子よりも上になった今でも頭が上がらないところがある。華子からは「青ネギ」というあだ名で呼ばれる。
吉井 耕介
演 - 大倉孝二
捜査一係所属の刑事。かなりのミーハーで、目立ちたがりの派手好き。ゆえにTVのカメラにわざわざ映ろうとすることもしばしば。調子に乗りやすく権威に弱いところがあるが、根は悪い人間ではない。明子という妻を持ち、ドがつくバカップル。しかし連続殺人犯により妻を殺されてしまう。
本田 聡史
演 - 袴田吉彦
捜査一係所属の刑事。筋肉質のガテン系だが殺人事件や死体は苦手。
高木 潤
演 - 鈴木浩介
塩瀬 努
演 - 入江慎也（カラテカ）
水野 明日美
演 - 仁平裕子
日暮署の職員。似顔絵の特技を持つ。
吉村 直之
演 - 澤田俊輔
佐藤 俊哉
演 - 義田貴士
久米 伸夫
演 - 井筒大介

### 警視庁捜査一課
柳田 隆弘
演 - 田中哲司
警視庁捜査一課の管理官。女性刑事の存在を嫌悪しているため、来実や華子を邪険に扱う。連続殺人事件の捜査本部の指揮を執っていたが、上司の命令により事件から配置換えされた。以後も日暮署メンバーとともに捜査を開始する。
木崎 匡
演 - 大浦龍宇一
警視庁捜査一課課員。連続殺人事件の捜査本部に所属。プライドが高く、相手の気持ちを考えていない言動が目立つ。
川口 卓也
演 - 金子昇
警視庁捜査一課課員。連続殺人事件の捜査本部に所属。
桜田 雅人
演 - 櫻井貴史
警視庁捜査一課課員。連続殺人事件の捜査本部に所属。

### 溝之口家
溝之口 吾郎
演 - 鈴木みのる
来実の隣人。
溝之口 睦美
演 - 眞野裕子
来実の隣人。吾郎の妻。
溝之口 みつ子
演 - 縄手梨乃
来実の隣人。溝之口家の双子の長女。
溝之口 よし子
演 - 縄手麻里
来実の隣人。溝之口家の双子の次女。
溝之口 一郎
演 - 標駿也
来実の隣人。溝之口家の双子の長男。
溝之口 二郎
演 - 標智哉
来実の隣人。溝之口家の双子の次男。

### その他
岩代 百枝
演 - 片平なぎさ
警察学校の教官。来実の恩師であり、射撃の素質を見出した。過去に曙署の交通課に在籍し、表彰されるほどの優秀な警察官であった。
物語の中で起こった連続殺人事件の主犯。
蜷川 はるか
演 - 吉瀬美智子
報道アナウンサー。連続殺人事件を担当している。来実の友人。

### ゲスト
第1話
- 村上圭太 - いしだ壱成
- 佐藤有希 - 入山法子（第2話）
- 来実の父 - 井田國彦

第2話
- 堀島忠志 - 正名僕蔵

第3話
- 有吉久美 - 美元（第4、10話）

第4話
- 小高美帆 - 鈴木理子（第5話）
- 美帆の母 - 宮地雅子（第5話）

第5話
- 峰良明 - デビット伊東

第6話
- 吉井明子 - 麻生祐未
- 時田章吾 - 名高達男
- 時田睦子 - 水沢アキ

第8話
- 鎌谷武 - 宮川一朗太（第9話）

## スタッフ
- 脚本 - 秦建日子
- 演出 - 平野俊一、清弘誠、武藤淳、韓哲
- プロデューサー - 鈴木早苗、武藤淳
- 音楽 - 瀬川英史、井筒昭雄
- 主題歌 - Aqua Timez「小さな掌」
- 技斗 - カラサワイサオ
- ガンエフェクト - BIGSHOT
- カースタント - タカハシレーシング
- 技術協力 - 東通
- 製作 - TBS
- 制作 - TBSテレビ

## 放送日程
| 各話                                                       | 放送日   | サブタイトル                             | 演出     | 視聴率 |
| ---------------------------------------------------------- | -------- | ---------------------------------------- | -------- | ------ |
| Vol.1                                                      | 10月18日 | 激突! 女のバトル! 最低最悪コンビ誕生!    | 平野俊一 | 13.4%  |
| Vol.2                                                      | 10月25日 | 偽名、偶然の一致、広がる連続殺人事件の謎 | 平野俊一 | 10.3%  |
| Vol.3                                                      | 11月01日 | 車上荒らしが盗んだ連続殺人犯の手がかり   | 平野俊一 | 08.4%  |
| Vol.4                                                      | 11月08日 | 連続殺人事件第五の犯行予告と失踪した少女 | 清弘誠   | 09.4%  |
| Vol.5                                                      | 11月15日 | 捜査線上に浮かんだ意外な容疑者           | 武藤淳   | 08.3%  |
| Vol.6                                                      | 11月22日 | 強行された第五の殺人                     | 韓哲     | 07.8%  |
| Vol.7                                                      | 11月29日 | 連続殺人犯は身近な人間                   | 平野俊一 | 09.3%  |
| Vol.8                                                      | 12月06日 | 悲劇的な結末                             | 平野俊一 | 07.1%  |
| Vol.9                                                      | 12月13日 | 犯人はあの人                             | 平野俊一 | 08.4%  |
| Vol.10                                                     | 12月20日 | 最後の対決                               | 平野俊一 | 08.8%  |
| 平均視聴率 9.12%（視聴率は関東地区・ビデオリサーチ社調べ） |          |                                          |          |        |

- 初回は2時間スペシャル（21時 - 23時）[1]。